# Poedervormig korstmos
Een poedervormig ofwel lepreus korstmos is een korstmos, waarvan het gehele thallus bestaat uit kleine, zachte, korrelvormige structuren die nooit een schors hebben, ook niet in hun jeugdstadium. Het is een specifieke groeivorm die wordt onderscheiden binnen de korstvormige korstmossen. Veel poedervormige korstmossen lijken enigszins op een 'vlek' van poeder.

Poedervormig korstmossen
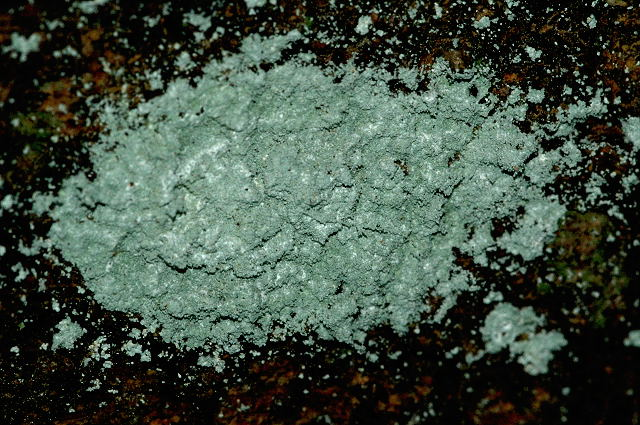
Maleboskorst (Lecanactis abietina)
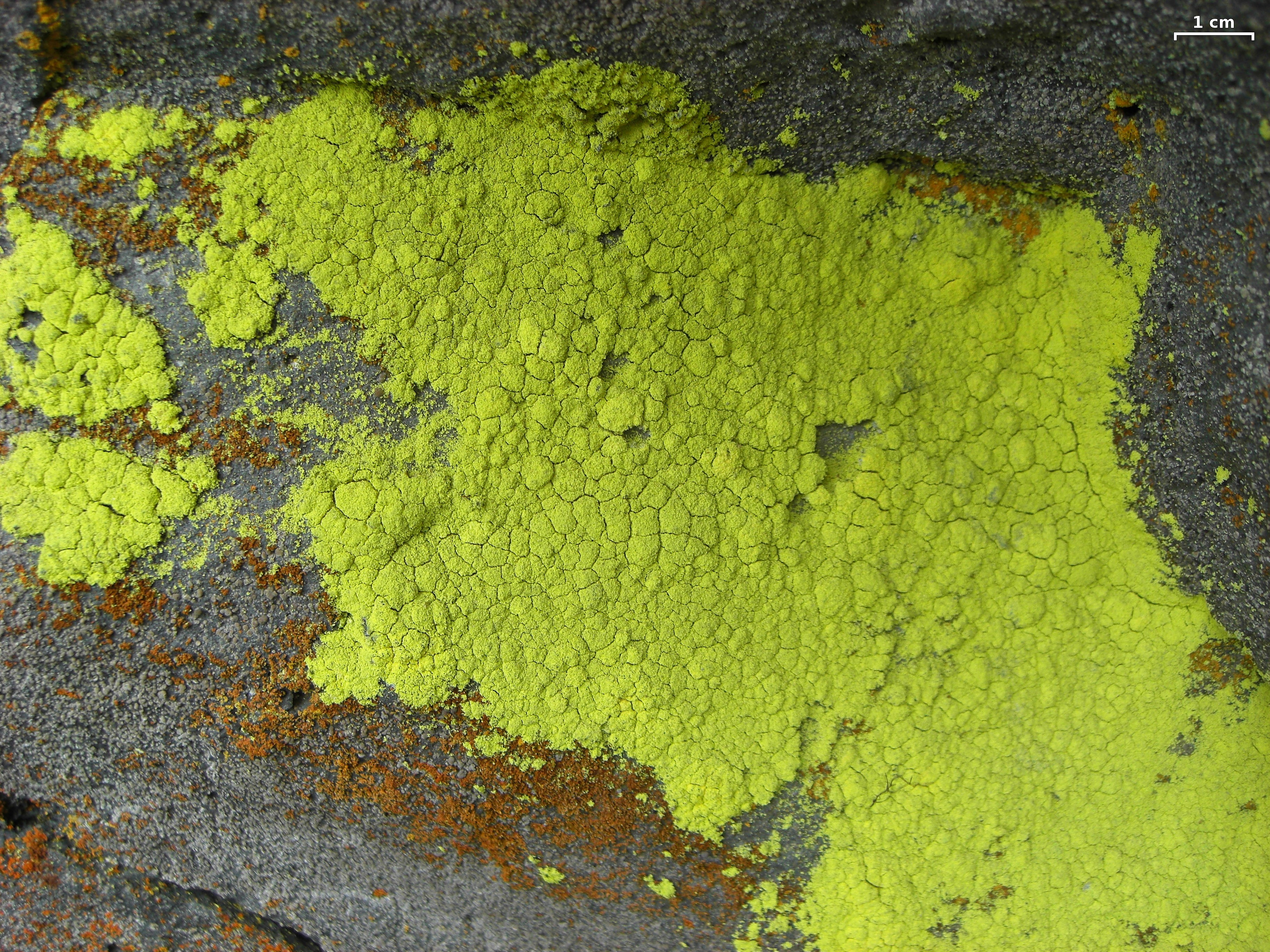
Chrysothrix chlorina
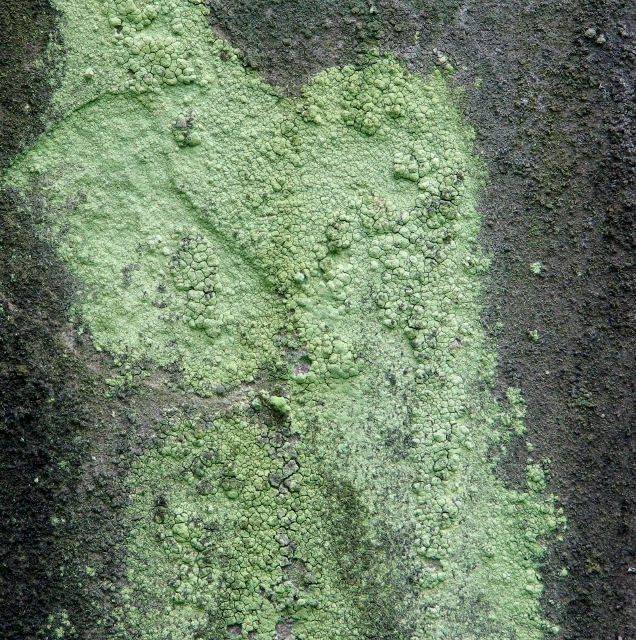
UV-mos (Psilolechia lucida)

## Trivia
- Soms wordt een epifytische, schorsbewonende (corticole) of dood-hout bewonende (lignicole) populatie van (vooral felblauwe) poedervormige korstmossoorten op boomstammen per ongeluk aangezien voor de blesmarkering van een markeerspuitbus.